# Natalja Durickaja
Natalja Ivanovna Durickaja (Наталья Ивановна Дурицкая) je ruská umělkyně, členka Svazu umělců Ruska.

## Životopis
Narozena v Taganrogu 16. července 1960. Žákyně Leonida Sukanova, Jurije Fesenka. Od 1978 do 1982 studovala v Rostovském uměleckém učilišti M. B. Grekova (dílna Jurije Fesenka), Rostov na Donu. Pracovala jako umělecká designérka v Rostovském tvůrčím výrobním kombinátu Svazu umělců (1982-1995, Taganrog). V roce 1987 se zúčastnila v uměnovědných kruzích proslavené Jednodenní výstavy pozdějšího sdružení „Umění nebo smrt“ (Taganrog, Palác kultury závodu Priboj). Od r. 1996 do r. 1999 vyučovala v Dětské umělecké škole (kresbu, malířství, dějiny umění). Od r. 2005 přednáší v rostovské Škole umění č. 1 (kresbu, malířství, kompozici). Od roku 1999 žije v Rostově na Donu. Pracuje převážně v Taganrogu.

## Práce N. Durické se nacházejí ve sbírkách
- Muzeum aktuálního umění ART4.RU, Moskva.
- Muzeum současného výtvarného umění na Dmitrovské, Rostov na Donu.
- Taganrožské umělecké muzeum, Taganrog.
- Sbírka Domu a muzea Maximiliana Vološina, Koktebel.
- Volgodonské umělecké muzeum, Volgodonsk.
- Galérie "Piter", Taganrog.
- Sbírka Alexandra Tokareva, Staročerkasskaja.
- Soukromé sbírky Švýcarska, Německa, USA, Izraele, Ruska.

## Vlastní výstavy
- 2008 — Midnight Alarm. Klub Staryj Rojaľ (ve spolupráci s Muzeem moderního výtvarného umění na Dmitrovské), Volgodonsk;
- 2008 — Větve (Ветви). Taganrožské muzeum umění, Taganrog;
- 2006 — Jednoduše. (Просто). Muzeum Bytové výstavby a bydlení, Taganrog;
- 2004 — Nataša De (Наташа Де). Bytová výstava, Rostov na Donu;
- 2002 — Nehybnost, neslyšnost, neviditelnost (Недвижимость, неслышимость, невидимость) (společně s A. Kisljakovem). Bytová výstava, Rostov na Donu;
- 2000 — Rost’ov (Рост’ов). Bytová výstava, Rostov na Donu;
- 1995 — Tichý život mrtvé přírody (Тихая жизнь мертвой натуры). Výstavní sál Dětské umělecké školy, Taganrog.

## Galerie

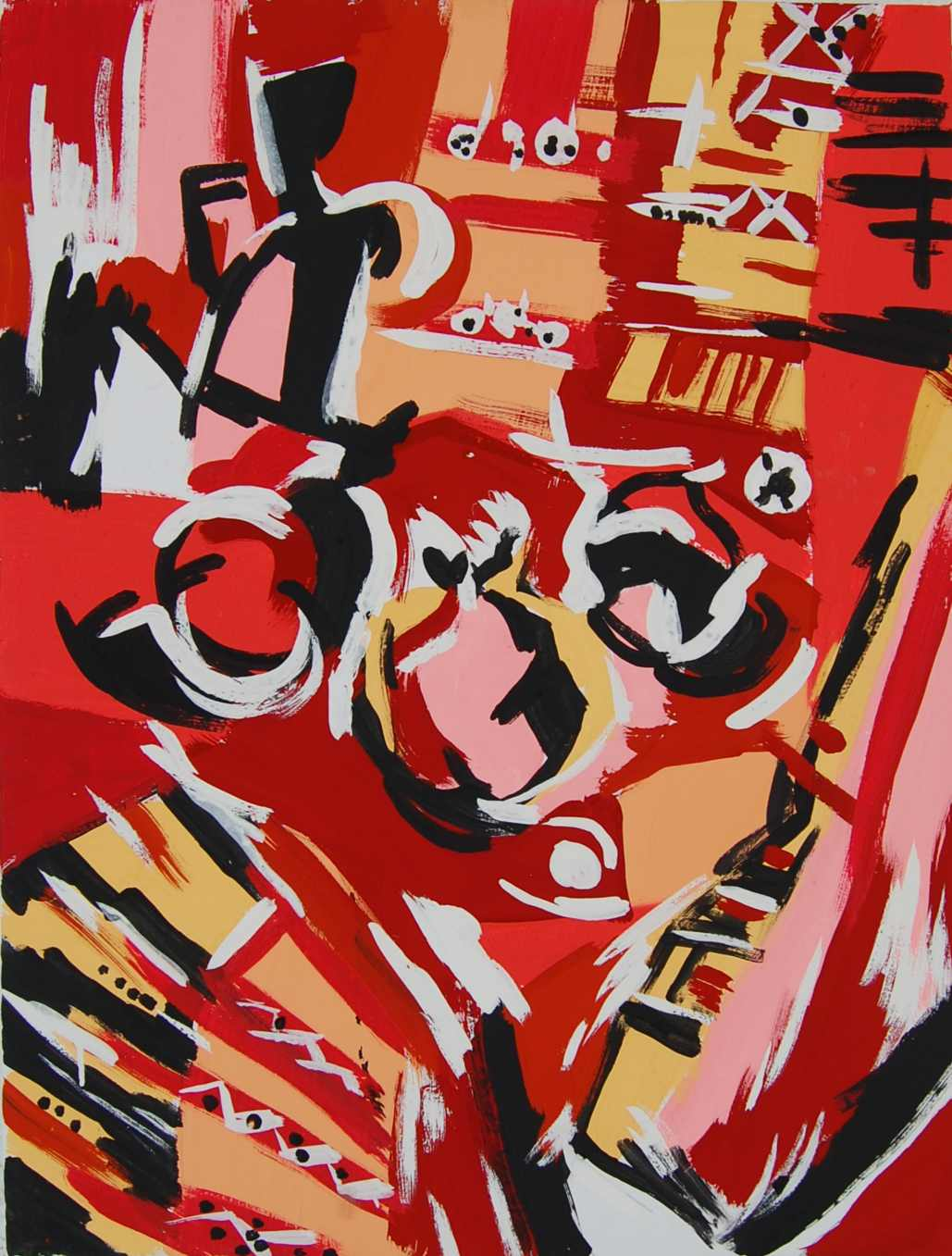
"Dreams of Grandmother Sarah", Kvaš na papíře, 68,5х52,5, 2008
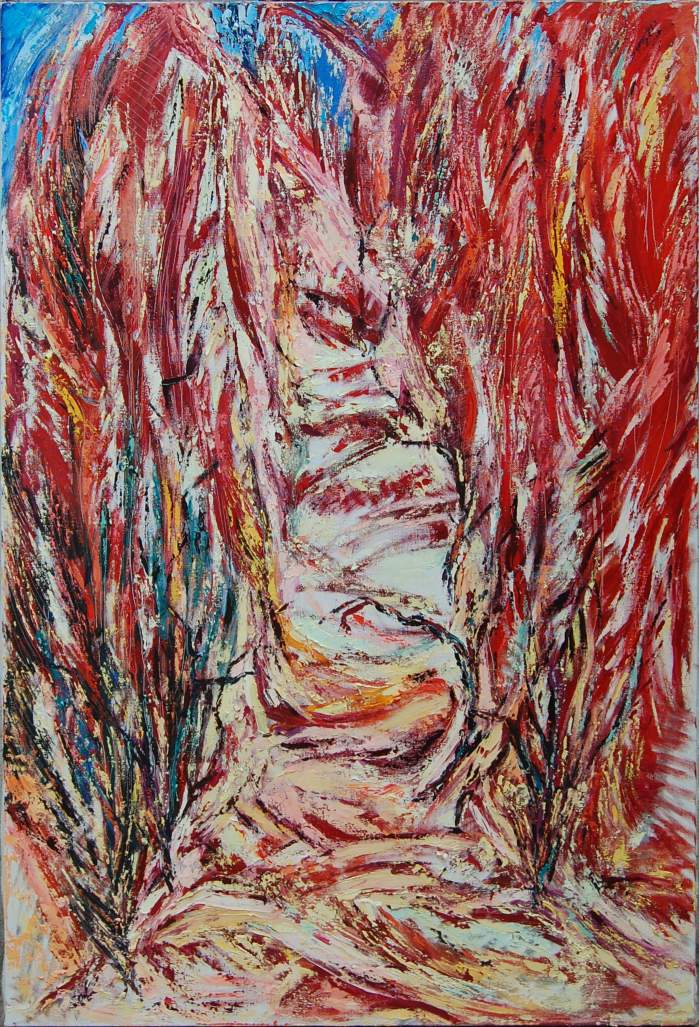
"Sutinova alej", Olej na plátně, 140x95, 2008
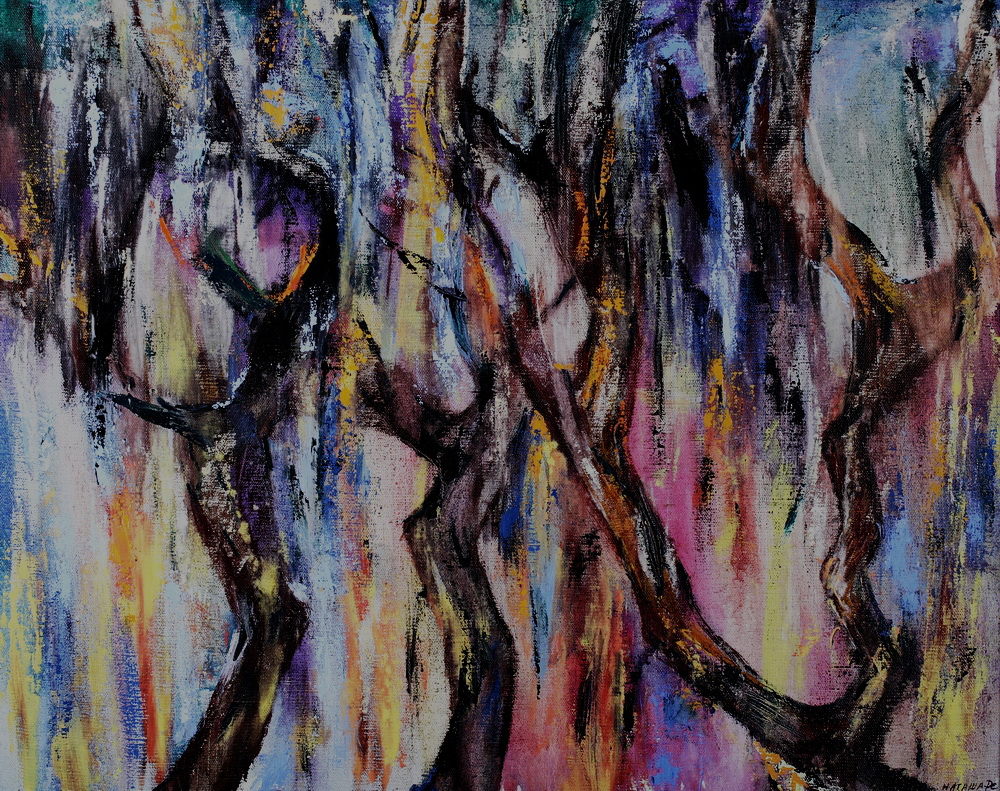
"Kapka deště v patách běživších…", Olej na plátně, 64x81, 2007
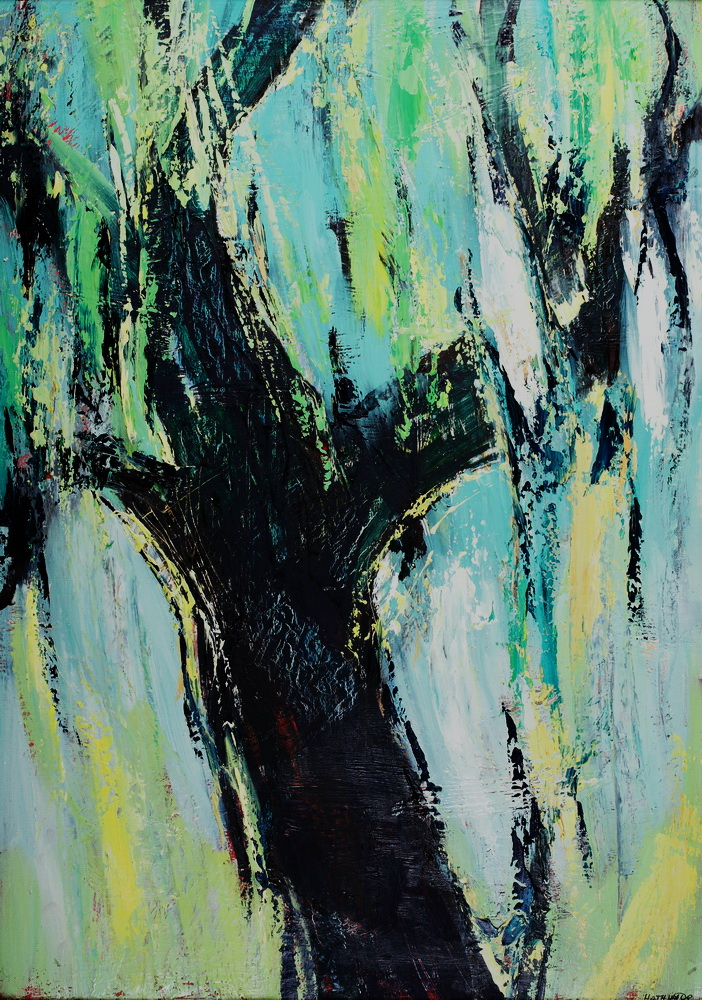
"Černý strom", Olej na kartonu, 100x70, 2007
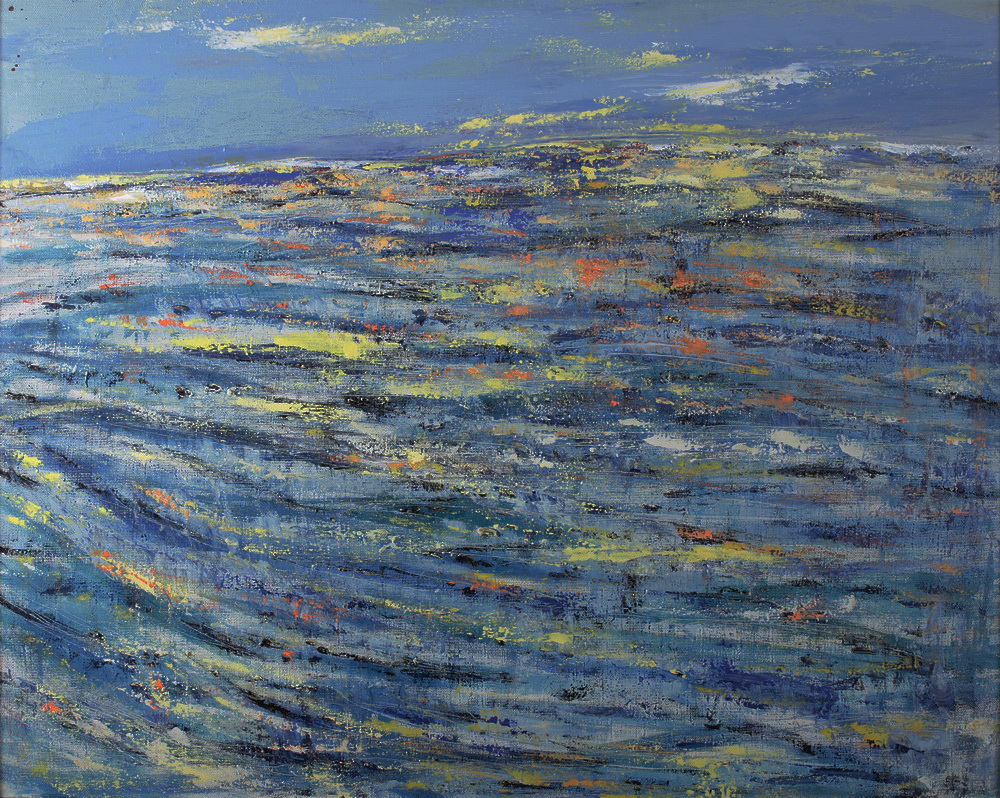
"Taganrožský záliv", Olej na plátně, 81x102, 2006
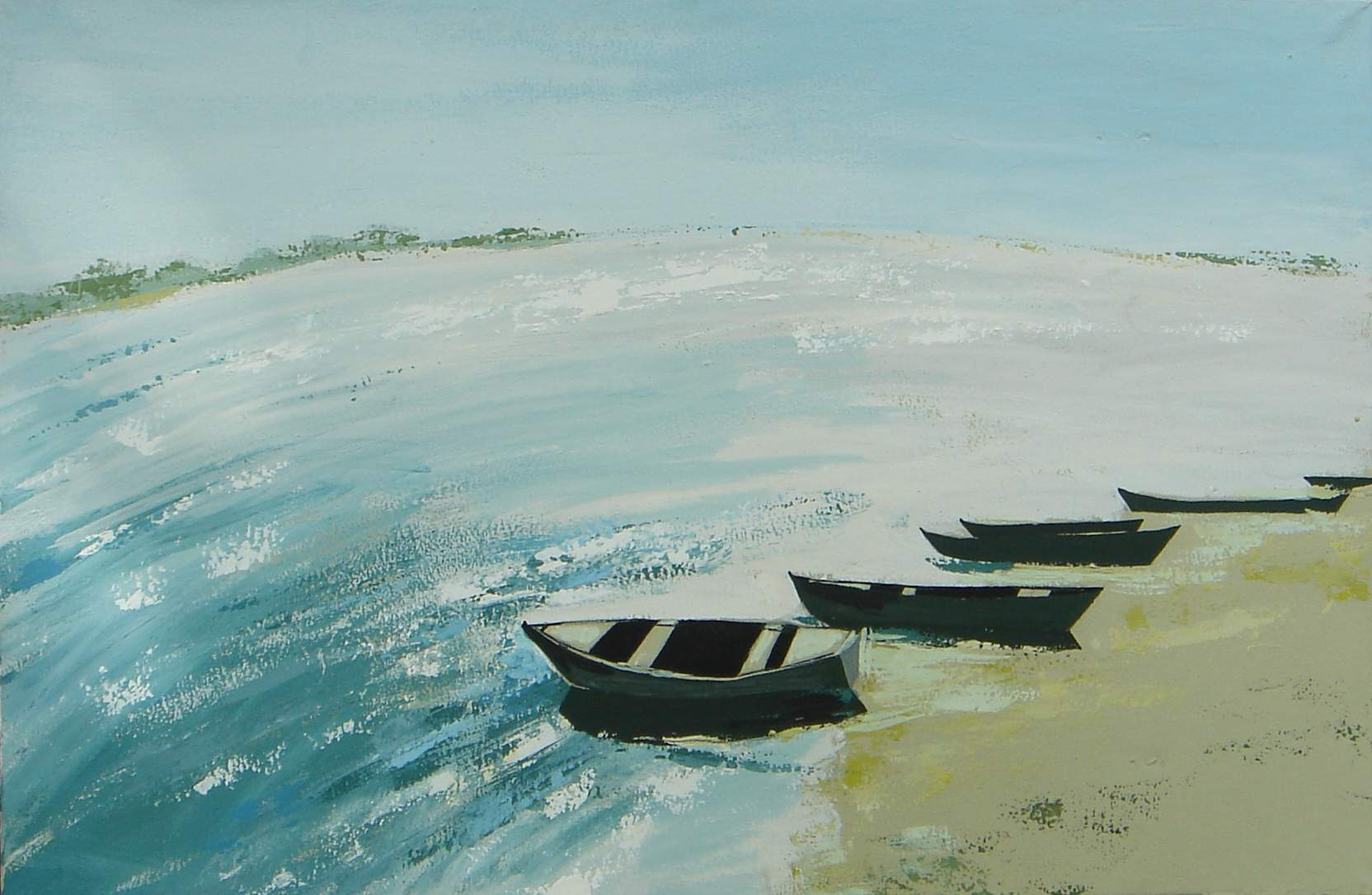
"A řeky, světlé jak nebesa…", Kvaš na papíře, 65x96, 2006
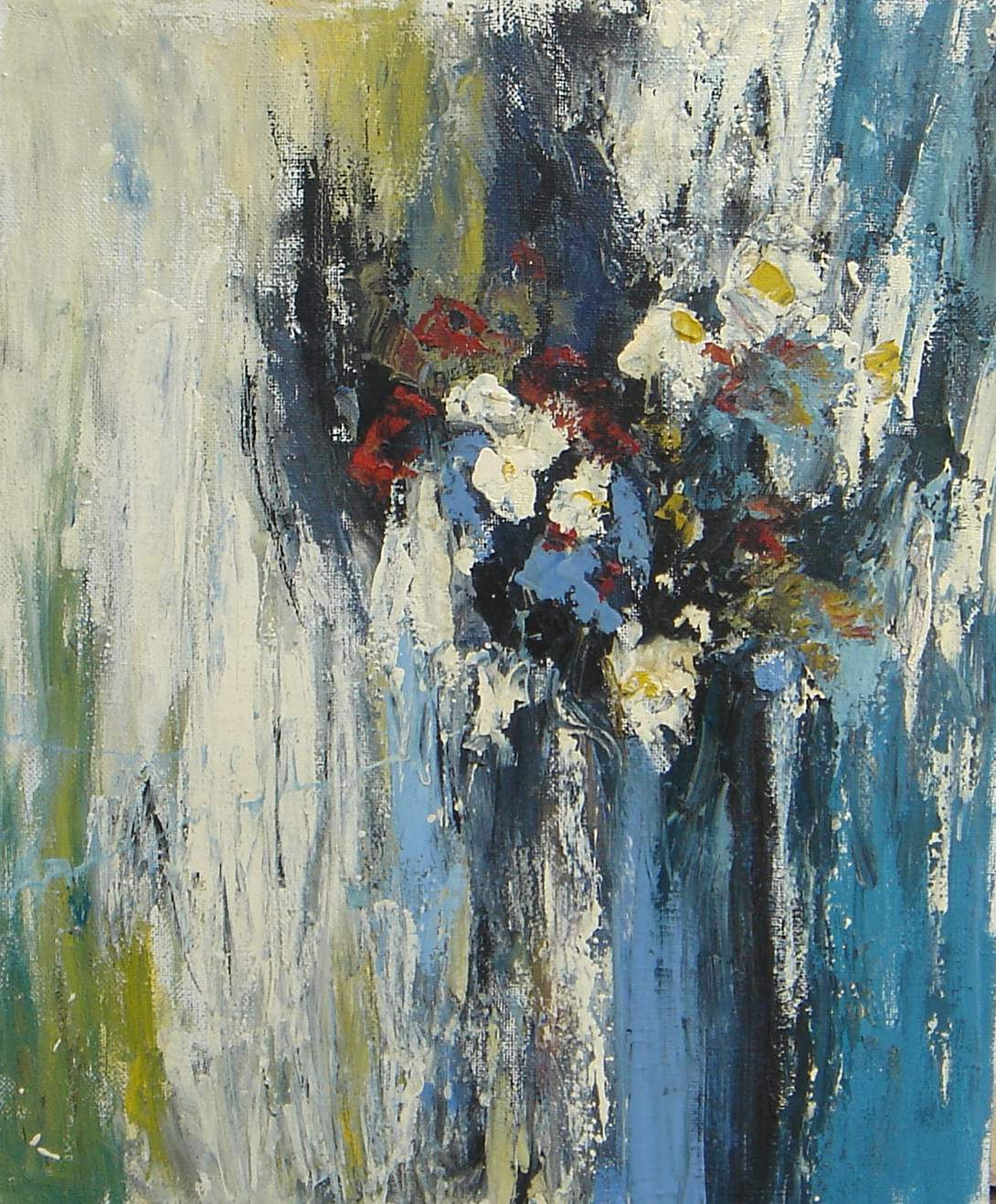
"Bleděmodrá váza", Olej na plátně, 57x47, 2003